# Allée couverte du Blanc Val
L'allée couverte du Blanc-Val est située sur le territoire de la commune de Presles dans le département du Val-d'Oise.

## Historique
L'édifice est découvert en 1949 par M. Blanquaert, cultivateur, lors d'un labour, mais il n'est pas impossible qu'il ait déjà été connu auparavant. M. Laval, maire de la commune, alerté par le cultivateur, en entreprit lui-même la fouille. L'édifice a été classé au titre des monuments historiques le 10 avril 1951. Maintes fois vandalisé, l'édifice fit l'objet d'une restauration en mai 1956.

## Description
L'allée couverte a été édifiée sur un terrain plat à 82 m d'altitude. Elle est orientée selon un axe nord-nord-ouest/sud-sud-est, avec l'entrée ouvrant au sud-sud-est face à un petit vallon.
C'est une petite allée couverte creusée dans le sol. Elle mesure environ 6,50 m de long (dont 5,30 m pour la chambre) et sa largeur varie de 1,50 m au fond à 2 m près de l'entrée. La hauteur maximale de l'allée atteint désormais 1,45 m mais elle ne correspond pas à la hauteur d'origine, tous les orthostates ayant été brisés dans leur partie supérieure par les labours successifs. De même, aucune table de couverture n'a été retrouvée, mais il n'est pas exclu qu'elles n'aient jamais existé et que l'allée ait été protégée par une couverture en bois ou en chaume. Le sol n'était pas dallé.
L'antichambre mesure 1,20 m de long sur 1,20 m de large et est délimitée par un unique orthostate de chaque côté. La dalle d'entrée (1,75 m de largeur, 0,30 m d'épaisseur), est percée d'une ouverture circulaire d'environ 50 cm de diamètre. Soit cette dalle a été brisée dans sa partie supérieure, soit elle était constituée dès l'origine de deux dalles échancrées superposées, dont seule la dalle inférieure subsisterait.
Toutes les dalles sont en calcaire grossier, issues des affleurements des environs.

## Fouilles archéologiques
Selon Laval, la tombe contenait les ossements d'une cinquantaine de squelettes, fortement comprimés et enchevêtrés. Les ossements correspondent à des os longs et des crânes. Recueillis sans précaution et en raison de leur mauvais état de conservation, leur analyse s'est avérée difficile ; seuls quatorze crânes ont pu être étudiés. Laval, qui n'était pas un spécialiste, a probablement surestimé le nombre de sépultures qui se serait limité à 21 personnes adultes, toutes âgées entre 25 et 35 ans à l'exception d'une personne d'une soixantaine d'années, un adolescent et enfant.
Le mobilier mis au jour lors des fouilles se compose ainsi  :
| Haches           | - 2 haches polies en silex grisâtre - 1 petite hache (diorite ou diabase) - 1 hache polie sommairement - 1 ciseau poli en silex grisâtre |
| Outils en silex  | - 2 grandes lames en silex gris pâle - 2 fragments de lames brisées - 1 ébauche de lame - 2 outils indéterminés                          |
| Flèches          | - 4 flèches en forme de losange - 1 flèche tranchante                                                                                    |
| Outils en os     | - ciseaux ou lissoirs - poinçons - gaines et manches d'outils en andouiller                                                              |
| Fusaïoles        | - 1 en galet - 1 en terre cuite |
| Céramique        | - tessons de poterie grossière mal cuite                                                                                                 |
| Objets de parure | - galets percés - fossile d'oursin - petits gastéropodes                                                                                 |

L'ensemble de ce mobilier, attribué à la culture Seine-Oise-Marne, et les ossements humains sont conservés à l'Institut de paléontologie humaine de Paris.